# Офицерский корпус службы общественного здравоохранения США
Офицерский корпус службы общественного здравоохранения США (англ. United States Public Health Service Commissioned Corps, PHSCC) является частью Службы общественного здравоохранения США и одним из семи родов войск Соединенных Штатов.
Корпус находится под руководством Министерства здравоохранения и социального обеспечения США. Командует корпусом Главный военный хирург (англ. Surgeon General) в звании вице-адмирала. Он, в свою очередь, подчиняется непосредственно заместителю министра здравоохранения, возглавлающему Службу общественного здравоохранения.
Корпус состоит исключительно из офицеров, которые классифицируются как некомбатанты, но носят униформу военно-морского флота со знаками своего корпуса и имеют звания, эквивалентные званиям офицеров военно-морского флота (от энсина до вице-адмирала); заместитель министра здравоохранения — начальник Службы общественного здравоохранения может иметь звание полного адмирала, если он является военнослужащим корпуса. Матросы, петти-офицеры (старшины) и уорэнт-офицеры в корпусе отсутствуют.

## Назначение
- Помощь в вопросах здравоохранения и предоставления соответствующих услуг населению с недостаточным уровнем медицинского обслуживания: американским индейцам, народам Аляски и другим группам населения с особыми потребностями.
- Предотвращение и контроль заболеваний, выявления рисков для здоровья в окружающей среде и устранение их, а также пропаганда здорового образа жизни для граждан страны.
- Повышение национального психического здоровья.
- Проверка безопасности и эффективности новых лекарств, медицинских приборов, продуктов питания и предметов косметики, а также проверка их на радиацию.
- Осуществление биомедицинских и медицинских услуг, научных исследований, и сообщение их результатов медицинским работникам и общественности.
- Работа с другими странами и международными учреждениями здравоохранения по глобальным проблемам и их решению.

Кроме того, корпус обеспечивает сотрудниками (врачами, стоматологами, терапевтами, сотрудниками охранения окружающей среды и т. д.) Береговую охрану. В этом качестве, сотрудники корпуса носят униформу Береговой охраны и работают вместе c ними.
Офицеры корпуса также могут проходить службу в Министерстве обороны, Министерстве юстиции, Государственном департаменте и Министерстве национальной безопасности.

## Отделы
- Стоматологи
- Фармацевты
- Диетологи
- Физиотерапевты
- Инженер-эколог
- Ученые
- Гигиена окружающей среды
- Должностные лица
- Терапевты (в том числе физические, профессиональные, речи, аудиологии)
- Услуги здравоохранения (в том числе социальные работники, помощники врачей, офтальмологи, статистики, компьютерные учёные, стоматологическая гигиена, медицинская документация администраторов и др.)
- Ветеринары
- Медсестры